# PGC 52081
LEDA/PGC 52081 ist eine isolierte, ringförmige Balken-Spiralgalaxie vom Hubble-Typ (R)SABab mit aktivem Galaxienkern im Sternbild Drache am Nordsternhimmel. Sie ist schätzungsweise 395 Millionen Lichtjahre von der Milchstraße entfernt und hat einen Durchmesser von etwa 100.000 Lichtjahren.
Im selben Himmelsareal befinden sich unter anderem die Galaxien PGC 52091, PGC 52128, PGC 2589612, PGC 3363008.